# Hollandse smoushond

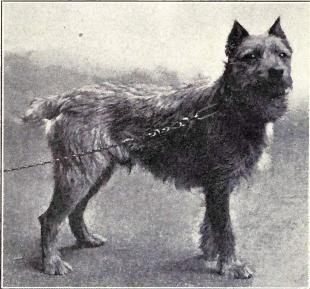
En gulbrun "Wire Haired Dutch Terrier" från W.E. Masons "Dogs of all Nations" 1915.

Hollandse smoushond är en hundras från Nederländerna. Den har sitt ursprung i gula strävhåriga pinschrar (d.v.s. gula schnauzrar) som var mode i högreståndskretsar att ha som stallhund och sällskapshund. Man tror att den gula färgen härrörde från terrier från East Anglia. En rasklubb bildades 1905 och det skrevs en rasstandard. Under mellankrigstiden förlorade de i popularitet och efter andra världskriget var de nästan utdöda. Under början av 1970-talet väcktes rasen till liv igen genom en inventering av rastypiska exemplar på privat initiativ. För att konsolidera rastypen korsades borderterrier in. Rasen som fortfarande är mycket ovanlig erkändes av den holländska kennelklubben Raad van Beheer op Kynologisch Gebied in Nederland 1977.